# 大本经
大本经，南传上座部佛教《巴利文大藏经》中的长部第十四部经。
该经讲述佛陀在舍卫城中，凭天耳通得知比丘在法堂谈论前生事，便去法堂向众位比丘讲述过去七佛的事迹。其中包括毘婆佛、棄佛、毗舍婆佛、拘楼孙佛、拘那含牟尼佛、迦叶佛以及釋迦牟尼佛陀本人共七佛。佛陀讲述七佛的种姓、族姓、寿命、成道、弟子、父母与王都等事情。
该佛经在汉传佛教的《大正新修大藏经》对应经典为《長阿含經·大本經》（第1部第1卷）、《七佛經》(第1部第150卷)、《毘婆尸佛經》(第1部第540卷)、《七佛父母姓字經》(第1部第159卷)、《增壹阿含經》(第2部第790a卷)。